# Alois Rottenaicher
Alois Rottenaicher (* 1953 in Halsbach bei Altötting) ist ein deutscher Dirigent und Schulmusiker.

## Leben
Rottenaicher studierte an der Münchner Musikhochschule Schulmusik und Dirigieren. Während seiner Ausbildung leitete er bereits viele Konzerte. Seit 1981 war er am „Musiksommer zwischen Inn und Salzach“ beteiligt. Zugleich arbeitete schon zu dieser Zeit für Radio und Fernsehen. Über Jahre hinweg war Alois Rottenaicher Solorepetitor und Kapellmeister am Staatstheater am Gärtnerplatz in München, gastierte aber auch in Bozen, Meran, Essen und Gelsenkirchen, am Münchner Prinzregententheater sowie bei den Carl Orff-Festspielen Andechs.
Rottenaicher gräbt u. a. für die Neuburger Kammeroper regelmäßig vergessene Kompositionen aus dem 18. und 19. Jahrhundert aus. Unter seiner Leitung gab es in Halsbach Aufführungen der "Halsbacher Passion" von Josef Mysliveček, er dirigierte aber auch den Goggolori von Wilfried Hiller auf der Halsbacher Waldbühne.
2002 bis 2024 übernahm Rottenaicher in der Nachfolge von Georg Zettel den Akademischen Orchesterverband München.
Bis zum Schuljahr 2018/19 arbeitete er am Franz-Marc-Gymnasium in Markt Schwaben als Musiklehrer, heute ist er im Ruhestand.

## Tonträger
- 1998 CD mit dem Münchner Rundfunkorchester und Norbert Orth (Tenor)